# Złącze prostujące
Złącze prostujące – złącze (kontakt, styk) wykazujące nieliniową, asymetryczną względem napięcia charakterystykę prądowo-napięciową. Warunkiem koniecznym, aby kontakt miał własności prostujące, jest istnienie pomiędzy dwoma stykającymi się materiałami warstwy zaporowej. Warstwa taka powstaje przy kontakcie metalu z półprzewodnikiem oraz przy złączeniu dwóch półprzewodników o różnym typie przewodnictwa, dając wówczas złącze (kontakt) p-n.
W przypadku styku metalu z półprzewodnikiem typu n, a więc materiałów różniących się pracą wyjścia i położeniem poziomu Fermiego, w chwili zetknięcia elektrony z półprzewodnika (z poziomów donorowych) przechodzą do metalu.(pod warunkiem, że poziom fermiego metalu znajduje się poniżej poziomu Fermiego w półprzewodniku typu N) Poziomy Fermiego w metalu i półprzewodniku wyrównują się (warunkiem równowagi jest wyrównanie poziomów Fermiego). Zjonizowane donory utrzymują elektrony z metalu w pobliżu styku, co uniemożliwia dopływ elektronów z wnętrza półprzewodnika w pobliże styku. Powstaje w ten sposób warstwa kontaktowa praktycznie pozbawiona elektronów, czyli warstwa zaporowa o pewnej wysokości i szerokości bariery potencjału. Wysokość i szerokość bariery można zmieniać przykładając zewnętrzne napięcie do złącza.